# José Joaquín de Iturbide y Arregui
José Joaquín de Iturbide y Arregui, prince du Mexique, né le 6 février 1739 à San Juan de Peralta en Navarre, et mort le 19 novembre 1825 à Murcia. Noble espagnol installé en Nouvelle-Espagne, il est le père de l'empereur Augustin Ier, premier dirigeant du Mexique indépendant de 1821 à 1823.
Titré prince de l'Union avec traitement d'altesse par le Congrès, il s'exile en Espagne après la chute de l'Empire.

## Descendance
Marié à María Josefa de Arámburu y Carrillo de Figueroa (1758-1820), il lui donne six enfants :
- María Nicolasa de Iturbide y Arambúru ;
- José Francisco de Iturbide y Arambúru ;
- María Josefa de Iturbide y Arambúru ;
- Agustín Cosme Damián de Iturbide y Arambúru ;
- María Ana de Iturbide y Arambúru ;
- Mariano de Iturbide y Arambúru.